# Горчаков, Сергей Васильевич
Князь Сергей Васильевич Горчаков (10 февраля 1870 — 21 декабря 1929, Париж) — русский военный и государственный деятель. Участник русско-японской войны. Вице-губернатор Самарской (1914—1916) и Таврической (1916—1917) губерний, участник Гражданской войны в России на стороне белых, эмигрант. 

## Биография
Отец — князь Василий Сергеевич Горчаков (1833—1884), прадед — писатель Дмитрий Петрович Горчаков. Мать — Клавдия Воиновна Задонская (1845—1912), дочь генерал-лейтенанта Воина Дмитриевича Задонского.
Окончил Морской кадетский корпус.
Участник русско-японской войны 1904—1905, один из немногих спасшихся с броненосца «Ослябя» во время Цусимского сражения. Вышел в отставку в звании капитана 2-го ранга Гвардейского экипажа. Почётный мировой судья по Бельскому уезду.
Камер-юнкер (1911 год), коллежский советник (1916 год). В 1914—1916 вице-губернатор Самарской губернии.
На долю Гончарова пришелся тяжелый период управления губернией — первые годы мировой войны. Особенно напряженным оказался начальный период в 1914 году. Ему удалось предотвратить бунт, в который грозила вылиться неудачно прошедшая в губернии мобилизация. Огромная толпа призывников 20 июля 1914 в Ставрополе (ныне Тольятти) разграбила казенную пивную лавку и побила камнями полицию. При объявлении мобилизации, правительство наложило недельный запрет на производство и продажу спиртных напитков, а призывники жаждали выпить. Горчаков на следующий день приехал на место и с отрядом полиции всего в 50 человек усмирил (в основном уговорами) пьяную многотысячную толпу. Он собрал призывников на площади, огласил царский манифест о войне, организовал молебен и сказал короткую речь. Сам морской офицер, участник Цусимского сражения, Горчаков сумел найти дорогие каждому русскому слова о любви к Родине. Речь подействовала лучше полицейских мер, и Горчаков, выставив пикеты у винных лавок во всех селениях по маршруту следования призывников, вернулся в Самару. Горчаков был награждён медалью за успешные труды по проведению мобилизации 1914 г.
В 1916—1917 годах вице-губернатор Таврической губернии. Участвовал в Крымском краевом правительстве генерала М. А. Сулькевича.
В ходе Гражданской войны в России служил в Вооруженных силах Юга России, с 1920 года в Русской армии, комендант порта города Ялта в 1920 году.
Покинул Крым в ходе Крымской эвакуации.
Умер в Париже 21 декабря 1929 года, похоронен на кладбище Сент-Уэн.

## Награды[1]
- Орден Св. Станислава 2-й степени
- Орден Св. Анны 3-й степени с мечами и бантом
- медаль «В память царствования императора Александра III»
- медаль «В память войны 1904—1905 гг.»
- медаль «За поход 2-й Тихоокеанской эскадры»
- Медаль «В память 100-летия Отечественной войны 1812 года»
- медаль «В память 300-летия царствования дома Романовых»
- медаль «За успешные труды по проведению мобилизации 1914 г»

## Семья
- Первая жена — графиня Анна Евграфовна Комаровская (1872—1918) внучка графа, генерала Евграфа Федотовича Комаровского. Их сын Василий (12.06.1893-7.08.1914).
- Вторая жена — Мария Васильевна Павлова (26.03.1883-27.12.1970), от которой имел дочь Нину (28.11.1908-16.01.1948)[5].